# 이기영 살인 사건
이기영 살인 사건은 이기영(1991년생 남성, 사건 당시 만 31세)이 동거녀와 택시 기사 등을 살인한 사건이다.

## 택시기사 살인 사건
가해자 이기영이 택시기사에게 합의금 주겠다며 자신의 아파트로 유인 한 후 둔기로 내리쳐 살해 한 뒤 자신의 옷장 속에 시신을 방치해 뒀는데 여자친구가 발견 후 신고하였다.

## 동거녀 살인 사건
체포된 후 이기영이 2022년 8월 3일 오후에 동거녀도 살해했다는 사실까지 자백하였다.

## 수사
2022년 12월 28일 가해자의 집에서 혈흔이 묻은 여행용 가방이 발견되었다.
해당 아피트 가해자 소유가 아닌 해당 집의 명의자 여성인 것으로 확인되었다.
2023년 1월 3일, 국립과학수사연구원은 이기영의 집에서 발견된 혈흔이 여성 3명, 남성 1명의 것이라고 밝혔다.